# リー・ペイス
リー・ペイス（Lee Pace、1979年3月25日 - ）は、アメリカ合衆国の俳優。オクラホマ州出身。
ABC局のテレビシリーズ『プッシング・デイジー』の主演として有名。この作品でエミー賞やゴールデングローブ賞の候補にもなっている。
6.5フィート (196cm) の長身と端正な顔立ちに太い眉毛が特徴である。

## 人物
幼少時は父親の仕事の関係で、サウジアラビアで過ごした。ジュリアード音楽院の演劇部門を卒業後、舞台俳優としてキャリアをスタートさせる。
2003年、サンダンス映画祭に出品された実話を基にしたフランク・ピアソン監督の映画『Soldier's Girl』で兵士と恋仲になるトランスセクシャルの男性を演じ、高い評価を得る。この作品で第19回インディペンデント・スピリット賞や第61回ゴールデングローブ賞の候補になる。ゴッサム賞ではブレイクスルー俳優賞を受賞した。
2004年にオフ・ブロードウェイの舞台『Small Tragedy』でルシール・ローテル賞の主演男優賞候補となった。オビー賞ではアクティング・カンパニーの一人として表彰された。同年3月からスタートしたFOX局のテレビシリーズ『Wonderfalls』にはレギュラー出演するも、番組は視聴率不振のため短命に終わっている。翌年公開のジェームズ・アイヴォリー監督『上海の伯爵夫人』に脇役で出演し、映画進出。
2006年には実話を基にした2本の作品に出演。トルーマン・カポーティが『冷血』を執筆する過程を描いた『Infamous』では殺人犯のリチャード・ヒコック役で、オスカー俳優のロバート・デ・ニーロ監督によるCIA誕生までを描いた『グッド・シェパード』では主人公の上司役で出演した。そして『ザ・セル』のターセム監督による『落下の王国』では映画初主演を務めた。
2007年秋から放送開始されたABCのテレビシリーズ『プッシング・デイジー 恋するパイメーカー』では、「死んだ物に触れるとそれを蘇らせられる」主人公ネッド役で主演する。番組は視聴率や批評家からの評価も高く、翌年第65回ゴールデングローブ賞と第60回プライムタイム・エミー賞でコメディ・シリーズ部門の主演男優賞候補になり、初のエミー賞候補と2度目のゴールデングローブ賞候補を得た。
その他、映画ではフランシス・マクドーマンドとエイミー・アダムス主演の2008年作品『ペティグルーさんの運命の1日』に出演、テレビでは2002年に『LAW & ORDER:性犯罪特捜班』のシーズン3第18話でゲスト出演している。公開待機作は韓国映画『純愛中毒』をリメイクした『シャッフル2 エクスチェンジ』でサラ・ミシェル・ゲラーと共演する。
2011年春には初演俳優ジョエル・グレイの新演出でラリー・クレイマー作『ノーマル・ハート』でブロードウェイ・デビューを果たした。

## 主な出演作品

### 映画
| 公開年 | 邦題 原題                                                                                 | 役名                       | 備考                 |
| ------ | ----------------------------------------------------------------------------------------- | -------------------------- | -------------------- |
| 2005   | 上海の伯爵夫人 The White Countess                                                         | クレーン                   |                      |
| 2006   | 落下の王国 The Fall                                                                       | ロイ・ウォーカー / 黒山賊  |                      |
| 2006   | グッド・シェパード The Good Shepherd                                                      | リチャード・ヘイズ         |                      |
| 2008   | ペティグルーさんの運命の1日 Miss Pettigrew Lives for a Day                                | マイケル                   |                      |
| 2009   | シャッフル2 エクスチェンジ Possession                                                     | ローマン・ブライソン       |                      |
| 2009   | シングルマン A Single Man                                                                 | グラント                   |                      |
| 2010   | みんな私に恋をする When in Rome                                                           | ブラディ・サックス         |                      |
| 2010   | サーフィン ドッグ Marmaduke                                                               | フィル・ウィンスロー       |                      |
| 2011   | ヒラリー・スワンク ストーカー The Resident                                                | ジャック                   |                      |
| 2012   | リンカーン Lincoln                                                                        | フェルナンド・ウッド       |                      |
| 2012   | トワイライト・サーガ/ブレイキング・ドーン Part2 The Twilight Saga: Breaking Dawn – Part 2 | ギャレット                 |                      |
| 2012   | ホビット 思いがけない冒険 The Hobbit: An Unexpected Journey                               | スランドゥイル             |                      |
| 2013   | ホビット 竜に奪われた王国 The Hobbit: The Desolation of Smaug                             | スランドゥイル             |                      |
| 2014   | ガーディアンズ・オブ・ギャラクシー Guardians of the Galaxy                                | ロナン                     |                      |
| 2014   | ホビット 決戦のゆくえ The Hobbit: The Battle of Five Armies                               | スランドゥイル             |                      |
| 2015   | 疑惑のチャンピオン The Program                                                            | ビル・ステイプルトン       |                      |
| 2017   | リヴォルト Revolt                                                                         | ボー                       |                      |
| 2017   | ザ・ブック・オブ・ヘンリー The Book of Henry                                              | デヴィッド・ダニエルズ医師 |                      |
| 2018   | ジョン・デロリアン Driven                                                                 | ジョン・デロリアン         |                      |
| 2019   | キャプテン・マーベル Captain Marvel                                                       | ロナン                     | [ 2 ]                |
| 2020   | 天気の子 Weathering With You                                                              | 須賀圭介                   | 声の出演（英語版）   |
| 2022   | BODIES BODIES BODIES/ボディーズ・ボディーズ・ボディーズ Bodies Bodies Bodies              | グレッグ                   |                      |
| 2025   | ランニング・マン The Running Man                                                          | エヴァン・マッコーン       | ポストプロダクション |

### テレビシリーズ
| 放映年    | 邦題 原題                                                   | 役名                   | 備考                                  |
| --------- | ----------------------------------------------------------- | ---------------------- | ------------------------------------- |
| 2002      | LAW & ORDER:性犯罪特捜班 Law & Order: Special Victims Unit  | ベンジャミン・タッカー | 第3シーズン第18話「それぞれの罪悪感」 |
| 2004      | Wonderfalls                                                 | アーロン               | 計13話出演                            |
| 2007-2009 | プッシング・デイジー 〜恋するパイメーカー〜 Pushing Daisies | ネッド                 | 計22話出演                            |
| 2014-2017 | ホルト・アンド・キャッチ・ファイア Halt and Catch Fire      | ジョー・マクミラン     | 計40話出演                            |
| 2015      | The Mindy Project                                           | Alex Eakin             | [ 3 ]                                 |
| 2019      | Flying Tiger 2                                              | Sam Colin              | [ 4 ]                                 |
| 2021-     | ファウンデーション Foundation                               | ブラザー・デイ         | 計10話出演。Apple TV+配信             |

## 参照
1. ↑  “Lee Pace”. All Movie Guide.   The New York Times. 2012年4月4日閲覧。
2. ↑  “コールソン登場確定！『キャプテン・マーベル』キャスト一挙発表”.   シネマトゥデイ (2018年3月27日). 2022年7月9日閲覧。
3. ↑  “First Look: Lee Pace guest stars on 'Mindy Project' as Mindy's 'first'”.   EW.com (2015年1月5日). 2022年7月9日閲覧。
4. ↑  “Lee Pace Joins Hong Kong Drama Series ‘Flying Tiger’ in Key Role (EXCLUSIVE)”.   Variety (2018年9月12日). 2022年7月9日閲覧。
5. ↑  “ドラマ『ファウンデーション』感想（ネタバレ）”.   シネマンドレイク (2022年4月16日). 2022年7月9日閲覧。